# FK Nižnji Novgorod
FK Nižnji Novgorod (rus. ФК "Нижний Новгород) je bivši ruski nogometni klub iz grada Nižnjeg Novgoroda koji je osnovan 2007. godine. U početku je to bio amaterski klub koji se natjecao u regionalnom prvenstvu te se nakon amaterske nogometne lige plasirao u rusku drugu diviziju a nakon toga u ruska prvu diviziju. Plasman u Premijer ligu nije ostvaren nakon neriješenog rezultata od 2:2 protiv gradskog suparnika Volge u sezoni 2010.
Klub je prestao djelovati 2012. godine kada se spojio s gradskim rivalom Volgom.

## Vanjske poveznice
- Službena stranica kluba  Arhivirana inačica izvorne stranice od 29. travnja 2011. (Wayback Machine)